# عبدالرحمان شرفکندی

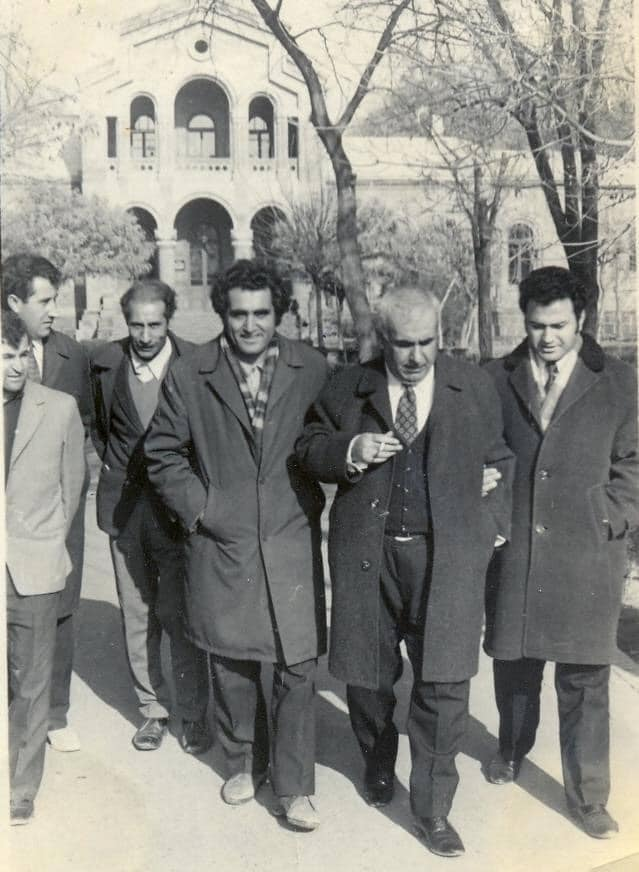
از راست به چپ: پروفسور کنیاز ابراهیم میرزایف نویسندهٔ کرد قزاقستانی، هه‌ژار، جلیل جلیلی، (نامعلوم)، (نامعلوم)؛ به سال ۱۳۴۰ خورشیدی (۱۹۶۰–۱۹۱ م) در شهر باکو که در آن‌زمان بخشی از اتحاد جماهیر شوروی بود.

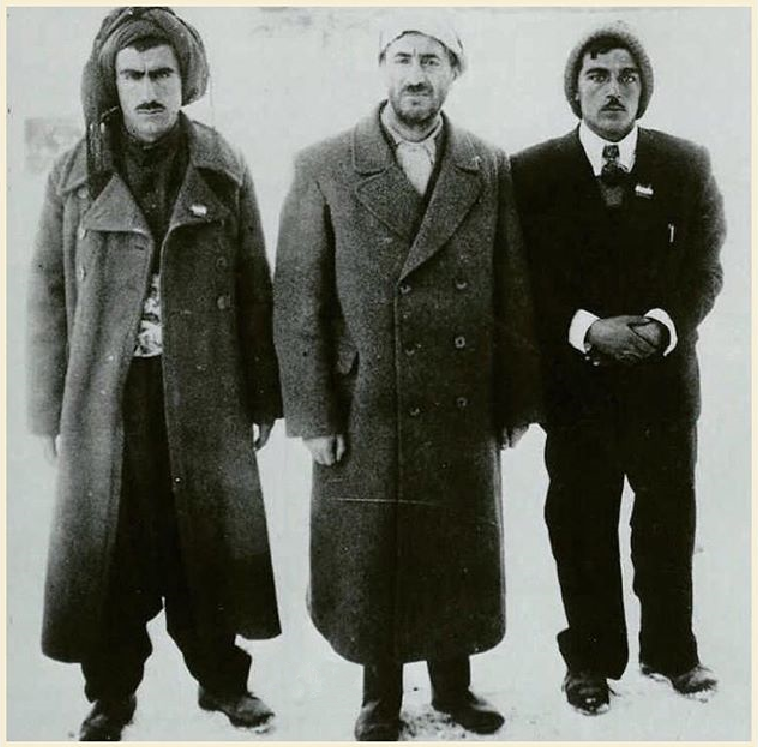
از راست به چپ: هیمن موکریانی، قاضی محمد و هه‌ژار در دوران حکومتِ جمهوری مهاباد (۱۳۲۵ ش)

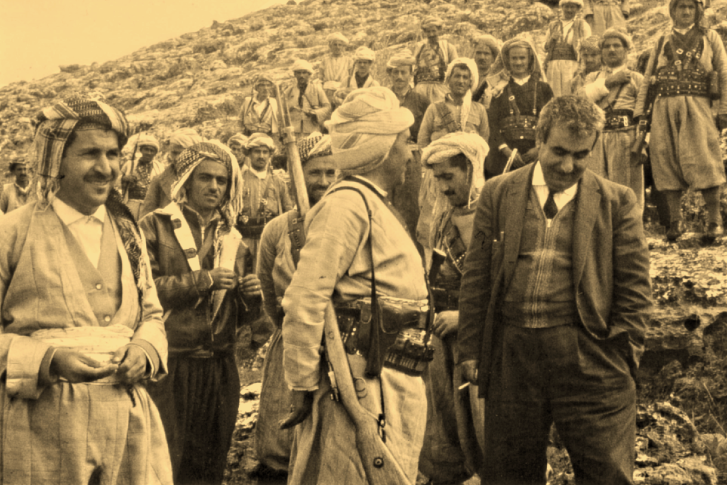
از راست به چپ: هه‌ژار، ملامصطفی بارزانی، احمد توفیق، جلال طالبانی، در دوران جنگ و درگیری‌های کردها-عراق (جنگ اول و دوم)، به سال‌های ۷۰–۱۹۶۰ میلادی در کردستان عراق.

عبدالرحمان شرفکندی (به کردی: عه‌بدولڕه‌حمان شه‌ره‌فکه‌ندی) (زادهٔ ۲۵ فروردین ۱۳۰۰ در مهاباد، ایران – درگذشتهٔ ۲ اسفند ۱۳۶۹ در کرج، ایران)، متخلص به هژار (به کردی: هه‌ژار)، شاعر، نویسنده، مترجم، فرهنگ‌نویس، واژه‌شناس، و محقق کرد ایرانی بود. از کارهای برجستهٔ او می‌توان به ترجمهٔ کتاب قانون در طب ابن سینا برای اولین‌بار از عربی به فارسی به‌صورت کامل، ترجمهٔ منظوم رباعیات خیام به کردی و تألیفِ فرهنگ کردی‌به‌کردی و فارسیِ هَنبانه بورینه اشاره کرد.
وی در سرودن شعر، تحت تأثیر شاعرانِ کردی هم‌چون احمد خانی، وفایی، ملای جزیری و حاجی قادر کویی بود. هژار در زمان حکومتِ جمهوری مهاباد به‌همراه هیمن موکریانی به‌عنوان شاعران ملیِ کردستان برگزیده شدند. او هم‌چنین در جنبش آزادی‌خواهیِ کردهای عراق به رهبری مصطفی بارزانی نیز مشارکت داشت. عبدالرحمن شرفکندی برادر بزرگ‌ترِ صادق شرفکندی سیاستمدار و رهبرِ حزب دموکرات کردستان ایران بود که طی ماجرایِ میکونوس ترور شد.

## زندگی‌نامه

### تولد، کودکی و نوجوانی
عبدالرحمن شرفکندی در ششم شعبان ۱۳۳۹ هـ. ق برابر با ۲۵ فروردین ۱۳۰۰ خورشیدی در مهاباد متولد شد. برخی منابع زادگاه هژار را روستای شرفکندِ بوکان ذکر کرده‌اند. همچنین در ابتدای کتاب شرفنامه بدلیسی (ترجمه هژار به کُردی) محمدامین شیخ‌الاسلامی مُکری (هیمن موکریانی)، عبدالرحمن شرفکندی را از اهالی بوکان عنوان کرده است. شرفکندی زمانی‌که دو سال بیش‌تر نداشت مادرش را از دست می‌دهد و از همان اوایلِ کودکی، سختی و تلخی زندگی را تجربه می‌کند. پدر او «ملا محمد بور» شخصیتی مذهبی داشت و به‌دلیل علاقهٔ فراوانش به عبدالرحمان سیوطی؛ نام فرزندش را «عبدالرحمان» می‌گذارد.

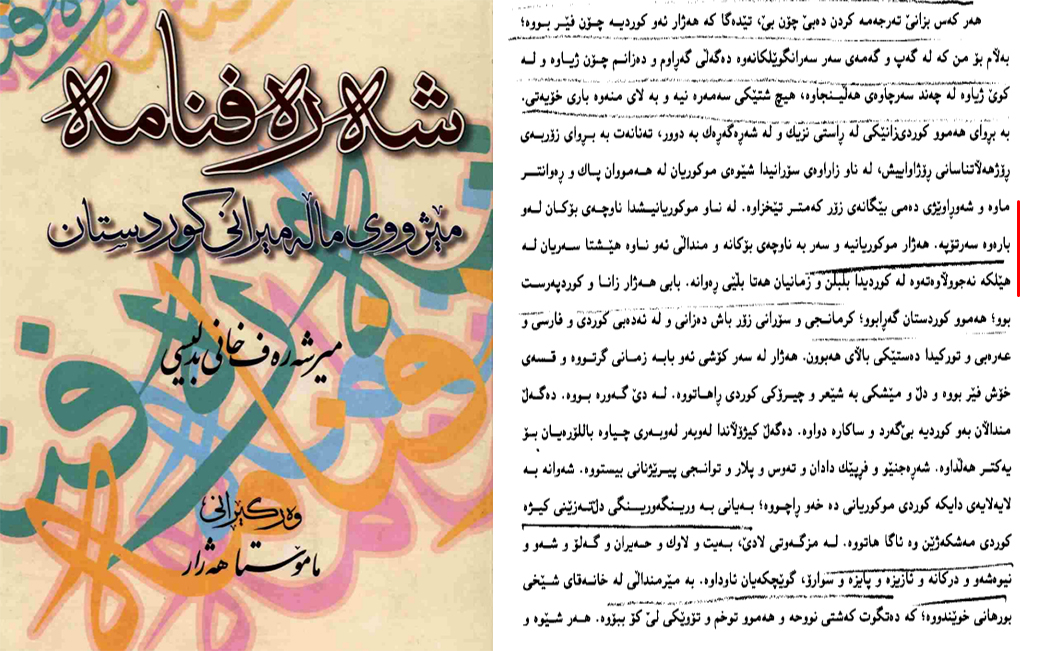
تصویر صفحهٔ ۵۷ کتاب شرفنامه به کردی. نظر همین موکریانی در مورد هژار و زادگاه او. چاپ ۱۹۷۰. مترجم عبدالرحمان شرفکندی.

دوران کودکی و نوجوانی را در حوزه‌های دینی و علمی در زادگاهش سپری کرد و در اوایل جوانی به‌همراه خانواده‌اش به مهاباد کوچ کرده و آن‌جا جایگزین می‌شوند. او مدتی نیز از طلبهٔ جوانی بنام «سیدمحمد» فرهنگ لغات عربی، معلقات سبع و لامیّةالعجم طغرایی اصفهانی را فرامی‌گیرد و با اشعار نالی شاعر کرد، آشنا می‌شود.
در دوران حکومتِ رضاشاه که با قانون جایگزینی پوشاک، کلاه پهلوی و کت و شلوار اجباری می‌گردد، پدرِ هژار «ملامحمد بور» چون مردی دیندار و روحانی بود؛ و پوشیدن کت و شلوار و کلاه را «کفر» می‌دانست، به‌همین دلیل با خانواده به‌ناچار به دهاتِ اطراف رفت؛ در آخر به روستایِ طَرَغهٔ بوکان کوچ کرد و در آن‌جا برای همیشه به کشاورزی مشغول شد.
هه‌ژار در مسجد بازار مهاباد، از ملاحسین مجدی قصیدهٔ «بانت سُعادِ» کعب بن زهیر و «لامیةالعرب» ابن الوردی را آموخت. سپس به خانقاه «شیخ برهان» بازگشت و تا هفده‌سالگی برای فراگیری دانش به اکثر روستاها و شهرهای حوالیِ بوکان سفر کرد. او از آنجایی که به شعر علاقه داشت، دیوان شاعران زیادی را خواند و اشعار فراوانی را از حفظ داشت.

### اوایل جوانی و مرگ پدر
با مرگ پدر در سال ۱۳۱۷ خورشیدی، عهده‌دار مسئولیتِ خانواده شد. تحصیل را رها کرد، به کسب‌وکار روی آورد و به شهر مهاباد نقل مکان کرد. مدتی در ادارهٔ دخانیاتِ بوکان به کار پرداخت. از آنجا که اهل شعر بود، در آن ایام به سرودن شعر روی آورد و اشعار انتقادیِ طنزی در باب مسائل غیراخلاقیِ رایج در ادارات آن زمان سرود. او در شعر تخلصِ «هژار» (به کردی: هه‌ژار) (به‌معنایِ بی‌نوا و بی‌چاره) را برای خود برگزید. نخستین دیوان اشعارش را با نام آلکوک (به‌معنای «برگ سبز») در سال ۱۳۲۵ در تبریز منتشر کرد. هه‌ژار جزء اولین کسانی بود که به جمعیت تجدید حیات کردستان (ژ-کاف) پیوست. در آن‌زمان بود که به واسطهٔ اشعارش از طرف قاضی محمد «شاعر ملیِ» کردستان لقب گرفت.
هژار، به‌دلیل مسائل سیاسی، مدت دو ماه در شهر سقز به زندان افتاد، ولی هنگام انتقال به مهاباد گریخت و به عراق رفت. در آنجا به‌علت کار زیاد سخت بیمار شد و به بیمارستانی در جبل لبنان انتقال یافت. او مدت دو سال در جبل لبنان به مطالعه پرداخت و اطلاعات خود را در زمینهٔ زبان و ادبیات عرب تکمیل کرد. با بازگشت به عراق، به عضویت مجمع علمی آن کشور درآمد و به مطالعه و تحقیق پرداخت و برخی اشعار و مقالاتش را منتشر کرد. هژار سه سال نیز در سوریه اقامت گزید.
هژار هم‌چنین عضو «آکادمی علوم آذربایجان (شوروی)» و «آکادمی علوم کرد» در پاریس بود. او با هیمن موکریانی دوست قدیمی‌اش؛ کمک‌های فراوانی در ایجاد و تأسیسِ «مرکز نشر فرهنگ و ادب کرد»، «انتشارات صلاح‌الدین ایوبی» و نشر مجلهٔ کردیِ «سروه» انجام داد. پس‌از عهدنامه ۱۹۷۵ الجزایر و شکست کردهای عراق؛ به پیشنهاد ملامصطفی بارزانی؛ هه‌ژار در نهایت بعد از هفده سال در سال ۱۳۵۳ به ایران بازگشت و در عظیمیهٔ کرج اقامت گزید. به توصیهٔ ملامصطفی ساواک پروندهٔ سی‌ساله گذشتهٔ هژار را بازنگشود.

### بازگشت به ایران
با بازگشت به ایران، بهرام فره‌وشی در دانشگاه تهران، ترجمهٔ کتاب قانون در طب، تألیف ابن سینا را از عربی به فارسی به او پیشنهاد داد. در ازای دستمزد مختصری، و با ترجمهٔ اولین جلد از این اثر، در محافل علمی و ادبی راه پیدا کرد و به عضویتِ فرهنگستان زبان و ادب فارسی درآمد. به‌مدتِ بیش‌از هزار سال پس‌از تألیفِ کتاب «قانون» کسی نتوانسته بود به‌طور کامل آن را به زبان فارسی ترجمه کند و هژار برای اولین‌بار این‌کار را انجام داد.
سید علی خامنه‌ای در دیداری که در سال ۱۳۸۸ با «نخبگان استان کردستان» داشته در مورد نثر و ترجمهٔ کتابِ «قانون در طب» ابن‌سینا توسط هژار این‌گونه می‌گوید:
| « | نثر مرحوم عبدالرحمن شرفکندی (هژار) که دوستان اشاره کردند، حقاً کار بسیار بزرگی را انجام داده؛ این ترجمهٔ کتاب قانون ابن سینا یک کار پیچیده و مرکب و بسیار ارزشمند است … به من خبر دادند که این کتاب ترجمه شده و کتاب مرحوم «هژار» را آوردند، من کتاب را که خواندم، دیدم هر کسی این کتاب را بخواند، حقاً و انصافاً در مقابل استحکام و استواری این نثر زیبا سر تعظیم فرود می‌آورد، خیلی خوب این ترجمه انجام گرفته… | » |

با تلاش سخت و خستگی‌ناپذیر، بیش‌تر ساعات شبانه‌روز را به تحقیق، تألیف و ترجمه مشغول بود و در سایهٔ این کار، آثاری را در زمینه‌های مختلف علمی و ادبی و فرهنگی نوشت، که از آن جمله‌اند: شرحِ دیوان اشعار ملای جزیری ، ترجمهٔ دورهٔ کامل کتاب قانون ابن سینا در هفت مجلد برای اولین‌بار به زبان فارسی، گردآوری فرهنگ جامع لغات کردی به کردی و فارسیِ هَنبانَه بورینَه، خودزندگی‌نامه‌اش با عنوانِ جیشتی مجیور (شلم‌شوربا)، و ترجمهٔ کامل قرآن به زبان کردی.

### درگذشت
هژار بر اثر بیماری در روز پنج‌شنبه دوم اسفندماه ۱۳۶۹ در تهران درگذشت. پیکر او به مهاباد منتقل کردند و جمعیت زیادی از دور و نزدیک برای تشییع پیکر او آمده‌بودند؛ مسعود بارزانی، رئیس‌جمهور وقتِ اقلیم کردستان عراق نیز در این مراسم حضور داشت. پیکر هژار تا آرامگاه بداق سلطان برده شد و در کنار کسانی هم‌چون هیمن موکریانی و ملا غفور دباغی به خاک سپرده شد. محمد قاضی نویسنده و مترجمِ برجسته در مراسم بزرگداشت و به‌صورت بداهه دربارهٔ هه‌ژار و درگذشتِ او این‌گونه می‌گوید:
| شگفت نیست اگر آسمان بگرید زار    |  | زِ داغ مرگ عزیزی بزرگ هم‌چون «هژار» |
| «هژار» مرد شریف و بزرگوار که بود |  | حساب فضل و کمالش برون زِ حد شمار   |
| نهاد داغ بزرگی به قلب ملتِ «کرد»  |  | پس‌از هزاران داغ این سپهِر کج‌رفتار  |

انجمن آثار و مفاخر فرهنگی به پاسِ سال‌ها فعالیت علمی و فرهنگی، با برگزاری مراسمِ بزرگداشتی در ۲۲ شهریور ۱۳۷۹ هه‌ژار را به‌عنوانِ «یکی‌از مفاخر ایران‌زمین» معرفی کرده و نشانِ «زرین» این انجمن را به خانوادهٔ وی اهداء نمود.سرگذشتِ هژار در کتابی تحت‌عنوانِ «زن‍دگ‍ی‌نام‍ه و خ‍دم‍ات ع‍ل‍م‍ی و ف‍ره‍ن‍گ‍ی اس‍ت‍اد ع‍ب‍دال‍رح‍م‍ن ش‍رف‍ک‍ن‍دی (ه‍ژار)» به‌قلمِ م‍ح‍م‍درئ‍وف م‍رادی و توسط انتشاراتِ ان‍ج‍م‍ن آث‍ار و م‍ف‍اخ‍ر ف‍ره‍ن‍گ‍ی در سال ۱۳۸۵ منتشر شد.

#### مقالات
- «مناظره دونفره (به کردی: ده‌مه‌ته‌قه‌یێکی دووکه‌سی)»، مقاله (کردی)، مجلهٔ نیشتمان، شماره ۱، صفحه ۵–۶، سال ۱۳۲۲ ش.[۱۷]

### تألیف
- «آلکوک (به کردی: ئاڵه‌کۆک)»، دیوان اشعار (کردی)، چاپ اول: روابط فرهنگی ایران و روس (شوروری)، تبریز، سال ۱۳۲۵ ش، ۱۹۴۵ م.[۳][۱۳][۱۸]
- «بیتی سرمر (به کردی: به‌یتی سه‌ره‌مه‌ڕ و لاسایی سه‌گ و مانگه‌شه‌و)»، منظومه‌ای هزاربیتی دربردارندهٔ طنزهای اجتماعی (کردی)، چاپ ممنوعه و غیرقانونی در دمشق، شام (سوریه)، سال ۱۳۳۶ ش، ۱۹۵۷ م.[۲][۵][۱۳]
- «بو کوردستان (به کردی: هه‌ژار بۆ کوردستان)»، دیوان اشعار (کردی)، چاپ اول: عراق، ۱۳۴۴ ش، ۱۹۶۶ م.[۵][۱۳]
- «فرهنگ کردی-کردی و کردی-فارسی: هنبانه‌بورینه (به کردی: هه‌نبانه بۆرینه)»، چاپ اول: تهران، انتشارات سروش، ۱۳۶۹ ش، ۱۹۹۰ م.[۵][۱۹]
- «چیشتی مجیور (شلم‌شوربا)»، خودزندگینامه (کردی)، آماده‌سازی خانی شرفکندی، چاپ اول: پاریس، فرانسه، ۱۳۷۲ ش، ۱۹۹۷۰ م.[۸]

### ترجمه
- «مم و زین (به کردی: مه‌م و زین)»، ترجمه منظومهٔ عاشقانهٔ «مم و زین» احمد خانی از کردی شمالی (کرمانجی) به کردی مرکزی (سورانی)، چاپ اول: بغداد، عراق، ۱۳۳۸ ش، ۱۹۶۰ م.[۲][۱۳] چاپ دوم، با شرح لغات و اصطلاحات آن، چاپ ایتالیا، ۱۹۸۹م.[۱۴]
- «شرف‌نامه (به کردی: شه‌ره‌فنامه: مێژووی ماڵه‌می‌رانی کوردستان)»، ترجمهٔ «شرف‌نامهٔ» شرف‌خان بدلیسی از فارسی به کردی، چاپ اول: آکادمی علوم کرد، بغداد، عراق، ۱۹۶۰ م یا ۱۹۷۳ م.[۲][۵][۱۳]
- ترجمهٔ «رباعیات خیام (به کردی: چوارینه‌کانی خه‌یام)»، اثر عمر خیام، از فارسی به کردی، با حفظ قالب عروضی رباعی، چاپ اول: عراق، ۱۳۴۶ ش، ۱۹۶۸ م.[۵][۱۳] چاپ سوم، ایران، انتشارات سروش ۱۳۷۰هـ. ش.
- «عشیرت جاوان (به کردی: هۆزی له بیرکراوی گاوان)»، ترجمه از عربی به کردی، اثر مصطفی جواد (تاریخ مربوط به زمان قادرباالله، خلیفهٔ عباسی)، چاپ اول: بغداد، عراق، ۱۳۵۱ ش، ۱۹۷۳ م.[۲][۵][۱۳]
- «قانون در طب»، اثر ابن سینا از عربی به فارسی، به‌صورت کامل و برای اولین‌بار، شامل پنج کتاب که در پنج مجلد منتشر شد؛ چاپ اول (جلد اول): تهران، مؤسسه انتشارات دانشگاه تهران، ۱۳۵۷ ش، ۱۹۷۹ م.[۱۳][۲۰]
- «آری این‌چنین بود برادر (به کردی: ئارێ برا، وا ڕابرا)»، اثر دکتر علی شریعتی از فارسی به کردی، چاپ اول: تهران، بنیاد سازندگی، ۱۳۵۸ ش، ۱۹۸۰ م.[۲][۵][۱۳]
- «پدر، مادر، ما متهمیم (به کردی: دایه! باوه! کێ خراوه؟)»، اثر دکتر علی شریعتی از فارسی به کردی، چاپ اول: تهران، انتشارات سروش، ۱۳۵۹ ش، ۱۹۸۱ م.[۲][۵][۱۳]
- «عرفان، برابری، آزادی (به کردی: عیرفان، به‌رامبه‌ری، ئازادی)»، اثر دکتر علی شریعتی از فارسی به کردی، چاپ اول: تهران، انتشارات سروش، ۱۳۵۹ ش، ۱۹۸۱ م.[۲][۵][۱۳]
- «پنج انگشت یک مشت است (به کردی: پێنج ئه‌نگوست ده‌بنه یه‌ک مست)»، اثر بریژیت ونگور بورسکی از فارسی به کردی (برای کودکان و نوجوانان)، چاپ اول: تهران، کانون پرورش فکری کودکان و نوجوانان، ۱۳۵۹ ش، ۱۹۸۰ م.[۲][۳][۵]
- «شرح دیوان ملای جزیری (به کردی: شه‌رحی دیوانی مه‌لای جه‌زیری)»، اثر ملای جزیری شرح و ترجمه از کردی شمالی (کرمانجی) به کردی مرکزی (سورانی)، چاپ اول: تهران، انتشارات سروش، ۱۳۶۱ ش، ۱۹۸۲ م.[۲][۵][۱۳]
- «آثارالبلاد و اخبارالعباد»، اثر زکریای قزوینی، ترجمه از عربی به فارسی، چاپ اول: تهران، م‍ؤس‍س‍ه ع‍ل‍م‍ی ان‍دی‍ش‍هٔ ج‍وان، ۱۳۶۶ ش، ۱۹۸۷ م.[۵][۲۱]
- ترجمهٔ کردی قرآن تحت‌عنوان «قرآن پیروز (به کردی: قورئانی پیرۆز)»، خ‍وش‍ن‍وی‍س‍ی ع‍ث‍م‍ان طه، ث‍ل‍ث ورق‍ه: م‍ح‍م‍دس‍ع‍ی‍د غ‍ف‍وری، ش‍ک‍س‍ت‍ه: اف‍ش‍ی‍ن ب‍ه‍اری‌زر، ن‍س‍ت‍ع‍ل‍ی‍ق: س‍ع‍ی‍د ق‍ادری، ت‍ذه‍ی‍ب: ب‍ه‍رام م‍ه‍رب‍ان ک‍ردس‍ت‍ان، م‍ق‍اب‍ل‍ه و ت‍ص‍ح‍ی‍ح م‍ح‍م‍ده‍ادی م‍رادی؛ وی‍رای‍ش م‍ح‍م‍دم‍اج‍د م‍ردوخ روح‍ان‍ی، چاپ اول: سنندج، ت‍ازه‌ن‍گ‍اه، تهران، ن‍ش‍ر اح‍س‍ان، ۱۳۷۹ ش، ۲۰۰۰ م.[۵][۲۲]
- «یک، جلوش تا بی‌نهایت صفرها (به کردی: یه‌ک له په‌نای، و سیفری بێ‌بڕانه‌وه)»، اثر دکتر علی شریعتی از فارسی به کردی، چاپ اول: بنیاد سازندگی، نامعلوم.[۱۳] چاپ بعدی: مهاباد، رهرو، ۱۳۸۰ ش، ۲۰۰۱ م.[۱۳][۲۳]
- «تاریخ اردلان (به کردی: مێژووی ئه‌رده‌ڵان)»، اثر ماه‌شرف‌خانم مستوره اردلان از فارسی به کردی، چاپ اول: تهران، تازه‌نگاه، ۱۳۸۱ ش، ۲۰۰۲ م.[۲۴]
- «تاریخ سلیمانیه (شهرزور) و منطقه‌های آن (به کردی: مێژووی سوله‌یمانییه)»، اثر محمدامین زکی‌بیگ از کردی به فارسی (با استفاده از ترجمهٔ عربی محمدجمیل روژبیانی)، چاپ اول: ارومیه، دارالاخلاص، ۱۳۹۳ ش، ۲۰۱۴ م.[۲۵]
- «روابط فرهنگی ایران و مصر»، ترجمه از عربی به فارسی، هنوز به چاپ نرسیده است.[۲]
- «فرهنگ لغت عمید» اثر حسن عمید، ترجمه از فارسی به کردی، هنوز به چاپ نرسیده است.[۲]

### ترجمه آثار به زبان فارسی
شلم‌شوربا (زندگی‌نامه خودنوشت) - مترجم: رضا کریم مجاور

### آثار چاپ شده در مورد عبدالرحمان شرفکندی
۱- شرح آثار و احوال استاد عبدالرحمان شرفکندی (هه‌ژار)، شیرین ابراهیمی، نشر شمیم، سنندج، ۱۳۹۳، شابک: ۴۰۴۶۴۵۵۶۰۰۹۷۸
۲- هه‌ژار له لووتکه‌دا (فارسی: هَژار در اوج)، فریدون حکیم‌زاده، نشر ڕاژه، ۱۴۰۰، شابک: ۹۷۸۶۲۲۹۷۱۳۱۱۲

### کنگره و همایش در مورد عبدالرحمان شرفکندی
اردیبهشت ماه ۱۳۸۴ کنگره بزرگداشت عبدالرحمان شرفکندی در
مرکز استان کردستان (سنندج) برگزار گردید.
آبان ماه ۱۳۹۷ همایش علمی ادبی استاد هژار به مدت دو روز در شهرستان مهاباد برگزار گردید.